# Giovanni Finardi
Giovanni Finardi (Bergamo, 5 agosto 1840 – Bergamo, 27 maggio 1904) è stato un politico italiano.
Fu volontario garibaldino dal nel 1860 e nel 1866, e sindaco di Bergamo dal 1890 al 1892. Venne eletto deputato alla Camera del Regno d'Italia per la XX e la XXI legislatura.